# Уранчик
Уранчик — река в России, протекает по Сорочинскому району Оренбургской области. Устье реки находится у города Сорочинска. Длина реки составляет 16 км. Площадь водосборного бассейна — 68,1 км².

## Данные водного реестра
По данным государственного водного реестра России относится к Нижневолжскому бассейновому округу, водохозяйственный участок реки — Самара от Сорочинского гидроузла до водомерного поста у села Елшанка. Речной бассейн реки — Волга от верховий Куйбышевского вдхр. до впадения в Каспий.
Код объекта в государственном водном реестре — 11010001012112100006457.

## См. Также
- Большой Уран
- Малый Уран